# Yishuv
Jisjuv eller yishuv är hebreiska, betyder "bosättning" eller "samhälle" och används som benämning på det judiska samhället i Palestina före staten Israels tillkomst.